# Echinodorus glandulosus
Echinodorus glandulosus är en svaltingväxtart som beskrevs av Karel Rataj. Echinodorus glandulosus ingår i släktet Echinodorus och familjen svaltingväxter. Inga underarter finns listade.